# Markvartice (Široká Niva)
Markvartice (německy Markersdorf, polsky Markwarcice) jsou katastrální území a základní sídelní jednotka obce Široká Niva v okrese Bruntál. Nachází se jihozápadně od Široké Nivy v nadmořské výšce 459 metrů na silnici III. třídy č. 4525. 400 metrů východně od Markvartice se nachází vrch Špičák s nadmořskou výškou 566 metrů.
Markvartice u Široké Nivy (kód 762652) je také název katastrálního území o rozloze 3,189 km2.

## Název
Používá se množné číslo názvu (v Markvarticích). Vývoj názvu: 1377 Markwardisdorf, 1405 Marquardesdorf, 1531 a 1567 Markelsdorf, 1542-1945 Markersdorf, 1559 Margkersdorf, 1619-1720 Marckersdorf, 1872–1924 Marklovice, poté Markvartice.

## Historie
První písemná zmínka o obci pochází z roku 1377. V roce 1486 psáno jako ves pustá, v roce 1542 znovu obydlená.
Do roku 1950 byla samostatnou obcí, v letech 1950–1970 se stala osadou Široké Nivy, od 1. ledna 1971 už není jako osada uváděna.

## Obyvatelstvo
Ve sčítání lidu 2001 zde stálo 51 domů a žilo 91 občanů. V roce 1930 zde žilo 488 obyvatel v národnostním složení: 2 Češi a 481 Němců; z hlediska náboženství: 428 římských katolíků a 55 evangelíků.

## Pamětihodnosti
- Venkovská usedlost čp. 114
- Textilní továrna rodinné firmy Grohmann, kterou zde tato rodina vybudovala v prostorách bývalého mlýna původně jako válcovnu železa najemno. Po znárodnění v roce 1948 byla továrna přebudována na skárnu bavlny. Ten byl v roce 1951 prodán Olomouckému velkoobchodu. Do roku 1964 zde fungovala vodní elektrárna s turbinou. Od roku 1973 probíhala rozsáhlá přestavba bělida a dalších zařízení.[11]